# WSA-Greenlife/Saison 2015
Dieser Artikel listet Erfolge und Fahrer des Radsportteams WSA-Greenlife in der Saison 2015 auf.

## Abgänge – Zugänge
| Zugänge         | Team 2014                    | Abgänge           | Team 2015                    |
| --------------- | ---------------------------- | ----------------- | ---------------------------- |
| Jan Sokol       | Synergy Baku Cycling Project | Martin Schöffmann | Team Felbermayr Simplon Wels |
| Felix Dyczek    | Neoprofi                     | Paul Lang         | Unbekannt                    |
| Markus Kopfauf  | Neoprofi                     |                   |                              |
| Stefan Taferner | Neoprofi                     |                   |                              |

## Mannschaft

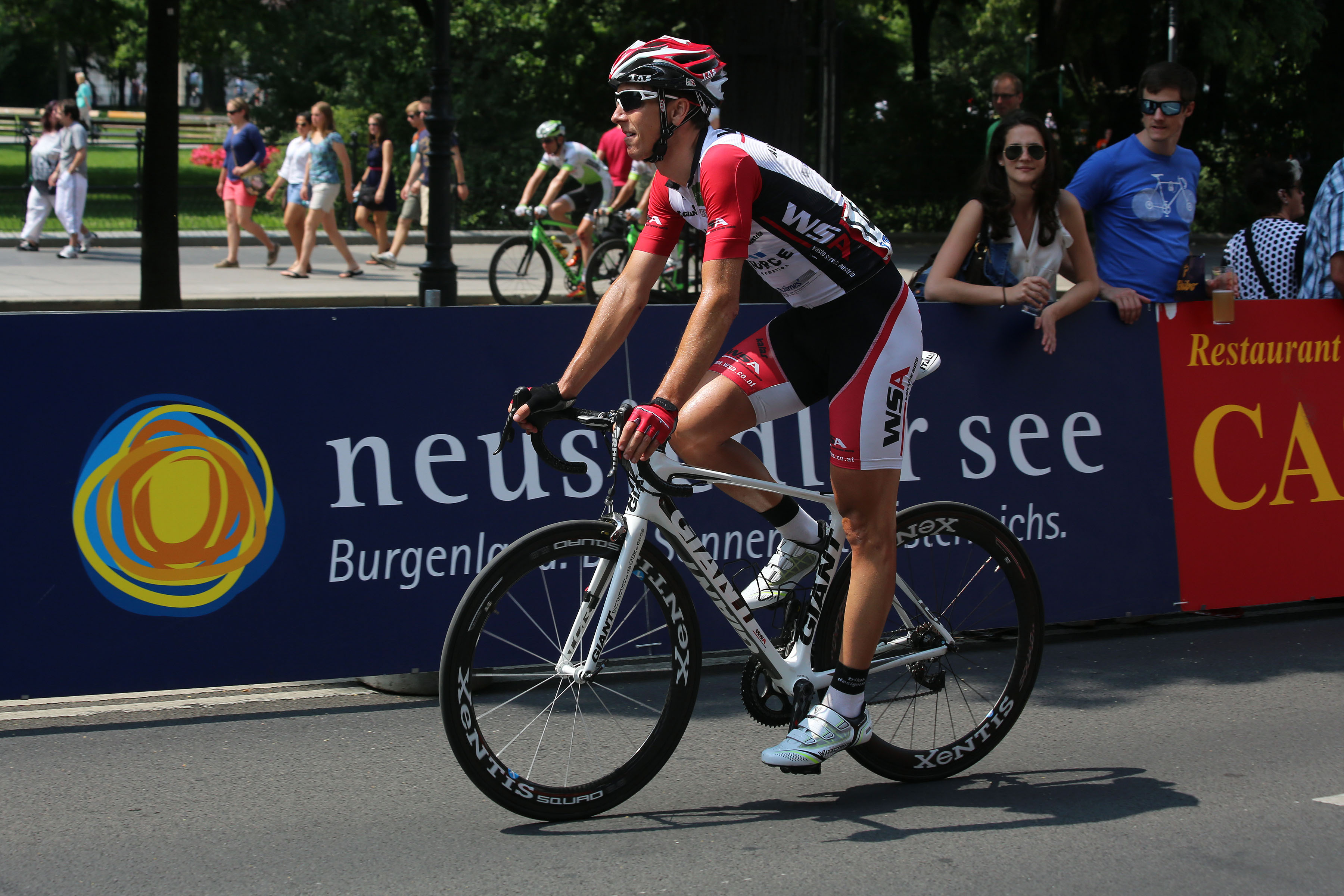
Josef Benetseder (Österreich-Rundfahrt 2013)

| Name              | Geburtstag         | Nationalität |
| ----------------- | ------------------ | ------------ |
| Daniel Auer       | 26. Oktober 1994   | Österreich   |
| Florian Bissinger | 30. Januar 1988    | Deutschland  |
| Alexander Brus    | 11. August 1994    | Österreich   |
| Felix Dyczek      | 16. Mai 1996       | Österreich   |
| Florian Gaugl     | 8. Januar 1991     | Österreich   |
| Markus Götz       | 13. Januar 1985    | Österreich   |
| Markus Kopfauf    | 9. Juli 1996       | Österreich   |
| Bernhard Kroger   | 26. Februar 1994   | Österreich   |
| Hans-Jörg Leopold | 25. April 1983     | Österreich   |
| Robin Ratkic      | 5. September 1995  | Österreich   |
| Lukas Schlemmer   | 5. März 1995       | Österreich   |
| Jan Sokol         | 26. September 1990 | Österreich   |
| Michael Taferner  | 17. Juni 1993      | Österreich   |
| Stefan Taferner   | 2. März 1996       | Österreich   |